# Sperre Buchensteintal

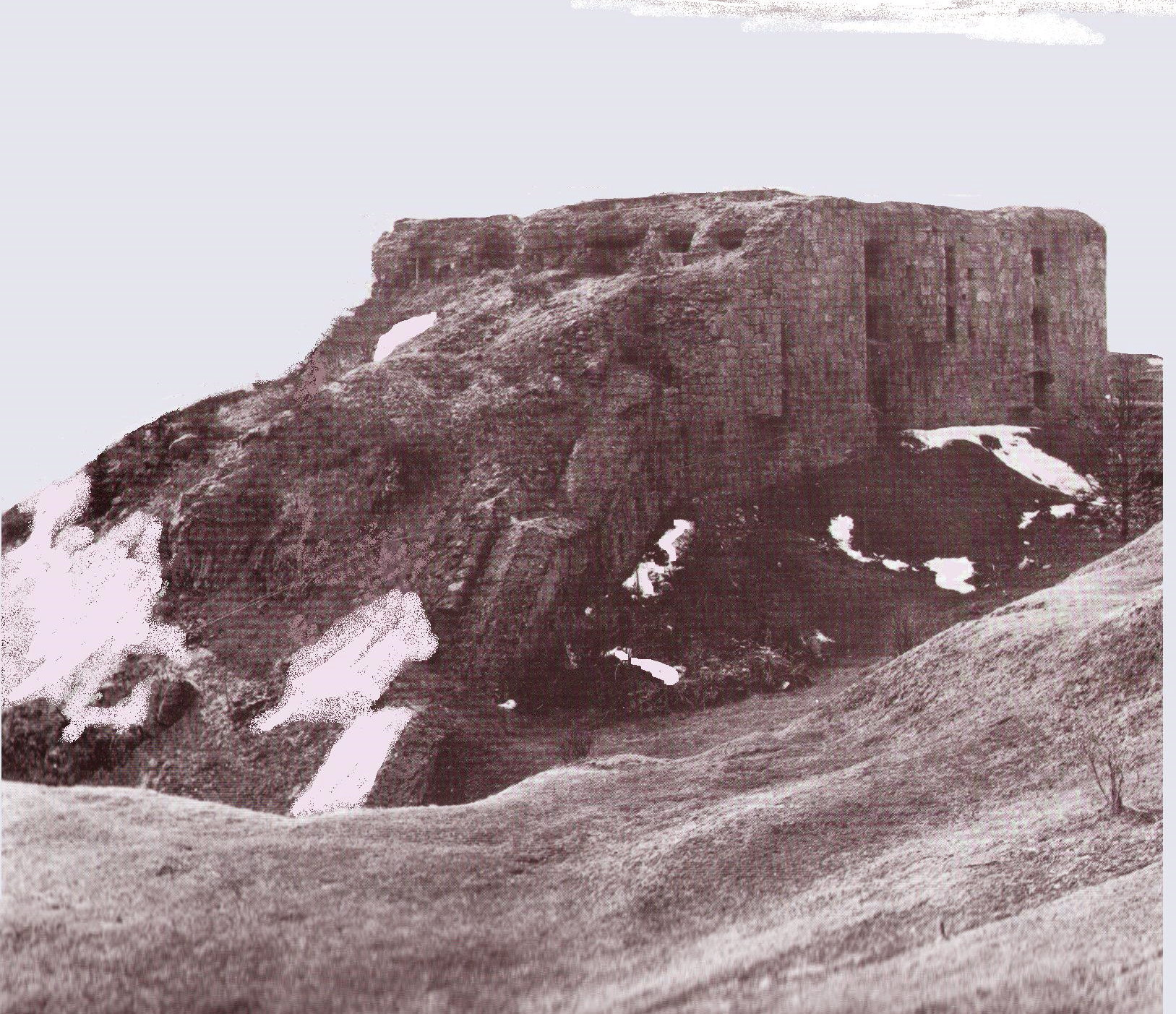
Werk La Corte nach Beendigung der Kämpfe 1917

Die Sperre Buchensteintal gehört zum Rayon V des österreichisch-ungarischen Sperrriegels an der damaligen Reichsgrenze zu Italien in den Dolomiten südöstlich des Kleinen Lagazuoi. Sie bestand aus dem „Werk La Corte“ und dem Vorwerk „Straßensperre Ruaz“.

Die Sperre sicherte den Durchgang durch das Buchensteintal nach dem Pordoijoch und nach Canazei.

## Werk La Corte
Das Werk La Corte (⊙) (ital.: Forte Corte) wurde 1897/1900 in Betonbauweise mit einer vorgelegten Zerschellerschicht aus Natursteinen erbaut.
Ursprünglich ausgestattet mit:
- 2 × 15-cm-Panzermörsern M 80
- 4 × 12-cm-Minimalschartenkanonen M 96
- 8 × 8-mm-Maschinengewehre M 93

waren 1915 an Bestückung noch vorhanden:
- 2 × 10-cm-Panzermörser M 5
- 4 × 12-cm-Minimalschartenkanonen M 96

Ab dem 5. Juli 1915 begann die Beschießung der Sperre mit 21-cm-Granaten, die an dem Werk schwerste Schäden verursachten. Noch im gleichen Monat wurde die Anlage desarmiert, da die gänzliche Zerstörung vorherzusehen war. Die Panzerhaubitzen wurden in ein improvisiertes Betonwerk am Südwesthang des Monte Sief eingebaut. Hinzu kam noch als drittes Geschütz eine Panzerkuppel von Werk Plätzwiese und ein Reserverohr von Werk Corte. Die Minimalschartenkanonen wurden auf Feldgeschützlafetten gesetzt und in Stellungen auf dem Cherz-Plateau verbracht. Die Desarmierung erfolgte während des italienischen Artilleriefeuers und ging unbeachtet durch die Italiener vor sich. Da die Österreicher auf die leeren Geschützbrunnen Blechkuppeln mit eingefügten Baumstämmen gesetzt hatten, zudem ein Gebirgsgeschütz aus der unmittelbaren Umgebung des Werkes regelmäßiges Feuer unterhielt, gelang die Täuschung vollkommen. Noch im September 1915 meldete der italienische Generalstabschef Cadorna nach Rom, dass das Werk wieder instand gesetzt sei. Durch das daraufhin einsetzende Vernichtungsfeuer wurde die etwas oberhalb der Straße liegende Anlage zerstört.

## Straßensperre Ruaz

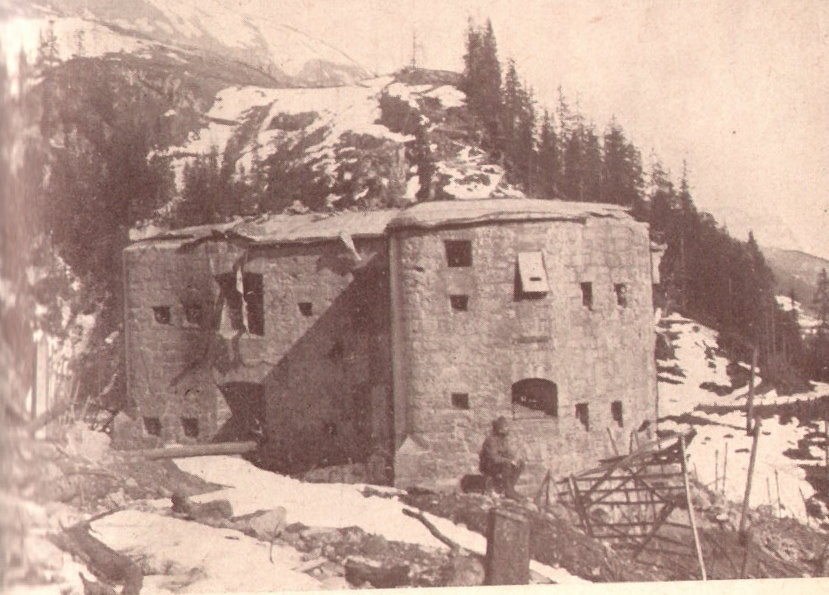
Straßensperre Ruaz 1916

Die Straßensperre Ruaz (⊙) war ein gleichzeitig mit dem Hauptwerk in derselben Bauweise errichtetes Infanteriewerk; es war als granatsicher und sturmfrei eingestuft.
Die Bewaffnung bestand aus zwei 8-mm-Maschinengewehren M 93.
Gleichfalls schwer beschädigt, jedoch nicht gänzlich zerstört, wurde das Gebäude so weit als möglich instand gesetzt (das oberste Stockwerk fehlt jedoch komplett)  und beherbergt heute einen Restaurationsbetrieb.
Der Sperre Buchensteintal war es mit dem Nachbarwerk Tre Sassi nahezu durch ihre bloße Anwesenheit gelungen, einen Durchbruch zu verhindern. Die Auswirkung des Ganzen war das Ausweichen der Italiener nach Osten und der Versuch, über den kleinen Lagazuoi bzw. den Col di Lana durchzubrechen.